# برنت سكوكروفت
برنت سكوكروفت (بالإنجليزية: Brent Scowcroft)‏ (و. 1925 – م) هو ضابط من الولايات المتحدة الأمريكية ولد في أوغدن.
وهو عضو في الحزب الجمهوري .

## التعليم
تعلم في جامعة كولومبيا، والأكاديمية العسكرية الأمريكية.

## جوائز
حصل على جوائز منها فارس قائد رتبة الإمبراطورية البريطانية، ووسام "العمل الشجاع في الحرب الوطنية العظمى 1941-1945، ووسام الحرية الرئاسي، ووسام الاستحقاق.

## روابط خارجية
- برنت سكوكروفت على موقع IMDb (الإنجليزية)
- برنت سكوكروفت على موقع مونزينجر (الألمانية)
- برنت سكوكروفت على موقع إن إن دي بي (الإنجليزية)